# 曾櫻
曾櫻（1581年—1651年），字仲含，號二雲，江西臨江府峽江縣人，明朝政治人物，東林黨人。

## 生平
萬曆四十年（1612年）壬子科江西鄉試舉人，四十四年（1616年）丙辰科二甲第六十七名進士。授工部主事，天啟元年（1621年）升郎中，二年（1622年）出為常州府知府，期間頻繁進出東林書院，與東林黨人們交流學問，因而被奉為主席。崇禎元年右參政分守漳南，任內成功剿滅九蓮山賊，士民皆感恩而為曾櫻建祠，後來以丁憂下野；服憂三年後，起復為分巡兴、泉道右参政。崇禎七年（1627年）升浙江布政使司右參政，任內廉介自持，同時修繕兵器和訓練士卒，使得流贼不敢入境。。十年（1637年）改湖廣按察使，當時流贼湖廣，官員們都不敢赴任，曾櫻推薦晏日曙、萬元吉出任官職，又協同鄭芝龍勦贼，湖廣於是重歸安定。十三年（1640年）升山東右布政使，分守東萊。十四年（1641年）任都察院右副都御史、巡撫登萊。十五年（1642年）改南京工部右侍郎，乞假歸。
甲申之變後，曾櫻繼續支持南明朝廷。隆武元年（1645年）唐王朱聿鍵即位（隆武帝），鄭芝龍薦曾櫻任工部尚書兼東閣大學士，後進太子太保、吏部尚書兼文淵閣大學士，留守天興府。隆武二年（1646年）九月，天興府陷落，曾櫻舉家到中左守禦千戶所城。永曆五年（1651年）二月，清朝福建巡撫張學聖得知廈門防務空虛，命興泉道黃澍、泉州鎮總兵馬得功偷襲廈門，當時曾櫻在中左所城，曰：“此一塊清淨土，正吾死所，豈復泛海求活耶！”遂於二月三十日自縊。門人阮旻錫、陳泰等冒險運出其尸，鄉紳王忠孝殮之，殯於金門（引自夏琳《海紀輯要》或《閩海紀要》）。

## 延伸阅读
[在维基数据编辑]
 《明史卷二百七十六》，出自《明史》

| 官衔          | 官衔                               | 官衔                 |
| ------------- | ---------------------------------- | -------------------- |
| 前任： 何應瑞 | 明朝常州府知府 1622年－1627年      | 繼任： 郭廣          |
| 前任： 徐人龍 | 明朝登萊巡撫 1641年－1642年        | 繼任： 曾化龍        |
| 前任： 張肯堂 | 南明吏部尚書 1645年－1646年 （署） | 繼任： 瞿式耜 （署） |